# レックススタッド
レックススタッドは、北海道日高郡新ひだか町静内目名で種牡馬を繋養している牧場である。運営は株式会社レックスが行っている。

## 主な繋養種牡馬

### 2025年
- シルポート（2014年 - ）
- ニホンピロアワーズ（2016年 - ）
- ハクサンムーン（2017年 - ）
- スマートファルコン（2018年 - ）
- エイシンフラッシュ（2019年 - ）
- ビーチパトロール（2019年 - ）
- レガーロ（2019年 - ）
- エピカリス（2020年 - ）
- ミッキーグローリー（2020年 - ）
- ブルドッグボス（2021年 - ）
- ゴールドドリーム（2021年 - ）
- タニノフランケル（2022年 - ）
- ストラクター（2022年 - ）
- パクスアメリカーナ（2023年 - ）
- レッドファルクス（2023年 - 、社台SSから移動）
- ロゴタイプ（2023年 - 、社台SSから移動）
- マカヒキ（2023年 - ）
- オメガパフューム（2023年 - ）
- マスタリー（2024年 - 、アメリカ・クレイボーンファームから輸入）
- ダンシングプリンス（2024年 - ）
- タイトルホルダー（2024年 - ）
- ジャックドール（2025年 - ）

### 過去の繋養種牡馬
- アドマイヤコジーン（社台SSから、2011年 - 2015年[1]）
- サンライズバッカス（2012年 - 2013年）
- キモンノカシワ（2013年）
- ワンダースピード（2011年）
- トゥナンテ（2003年 - 2011年）
- スマートエンブレム
- スマートカイザー
- スマートギルド
- サクラチトセオー
- スターオブコジーン（ブリーダーズSSから、2009年 - 2010年）
- マチカネフクキタル
- ヤマニンリスペクト（2003年 - 2010年）
- ルゼル（2007年 - 2010年）
- ザッツザプレンティ（社台SSから、2007年 - 2010年）
- アグネスゴールド（2004年 - 2006年、アメリカへ輸出）
- エアジハード（2005年 - 2007年、ブリーダーズSSへ）
- エイシンキャメロン（2003年、引退）
- エイシンサンディ（1996年 - 2014年、引退）
- エイシンダンカーク（2003年、アメリカへ輸出）
- エイシンプレストン（2004年 - 2008年、栄進牧場へ）
- エイシンワシントン
- カルストンライトオ（2005年 -2010年、橋本牧場へ）
- コパノフウジン（2009年 - 2014年、死亡）
- ジェイドロバリー（社台SSから、2004年、死亡）
- ジェニュイン
- シックスセンス（社台SSから、2007年 - 2008年、アイルランドへ）
- ジョービッグバン（2003年 - 2005年、引退）
- ダイナガリバー
- テイエムオペラオー (2010年 - 2012年)
- テレグノシス（2007年 - 2012年、引退）
- トーセンダンス（2006年 - 2012年）
- トーセンテンショウ（2008年 - 2009年）
- トーセンロッキー（2009年）
- トーヨーリファール（1998年 - 2004年、転売不明）
- ナイスベンゲル（2004年 - 2007年、太平洋ナショナルスタッドへ）
- パークリージェント
- ヒシアリダー
- ヒシミラクル（2010年、中村雅明牧場へ ）
- ビワシンセイキ（2005年、韓国へ）
- フサイチソニック（2003年 - 2006年）
- ヘクタープロテクター（2010年、死亡）
- ミスターシービー（1994年 - 1999年、引退）
- メイセイオペラ（2001年 - 2006年、韓国へ）
- メリーナイス（1989年 - 1999年、引退）
- ヤマニンゼファー（1994年 - 2009年）
- リージェントブラフ（2005年、大原ファームへ）
- サクラメガワンダー（2012年 - ）
- モルフェデスペクタ（2005年 - ）
- ロッコウオロシ
- コパノジングー(2014年 - )
- スリーロールス[2]
- ティンバーカントリー
- ダノンバラード(2016年)[3]
- キャプテントゥーレ(2016年[4])
- スペシャルウィーク(社台SSから、2013年 - 2016年)[5]
- ホワイトマズル(社台SSから、2012年 - 2017年)[6]
- エーシンフォワード（2012年 - 2017年）[7]
- エイシンアポロン（2013年 - 2017年、イーストスタッドへ）
- エイシンデピュティ
- サクラオリオン（2011年 - 2017年、新和牧場へ）
- サクラプレジデント（2005年 - 2017年、新和牧場へ）
- サクラゼウス
- ヤマニンセラフィム（2004年 - ）
- ローエングリン（社台SSから、2010年 - ）
- ネオヴァンドーム(2014年 - )
- ゴールスキー(2017年 - )
- アポロキングダム
- コルヴァッチ(2019年 - )
- ロイカバード(2019年 - )
- ショウナンカンプ（2004年 - 2020年）
- タニノギムレット(社台SSから、2014年 - 2020年)
- エイシンヒカリ(2017年 - 2020年、イーストスタッドへ)
- オーシャンブルー(2016年 - 2020年　種牡馬引退)
- ネオユニヴァース(2016年 - 2021年)
- フェノーメノ(2019年 - 2021年、追分ファームへ移動し種牡馬引退)
- コパノリチャード(2016年 - 2021年 種牡馬引退)
- パドトロワ (2014年 - 2022年)
- ユアーズトゥルーリ(2020年 - 2021年)
- サクラアンプルール(2020年 - 2021年)
- アポロケンタッキー(2020年 - 2022年)
- バーディバーディ(2014年 - 2022年)
- セイクリムズン(2016年 - 2022年)
- アグニシャイン(2019年 - 2022年)
- マツリダゴッホ(2010年 - 2023年、岡田スタッドへ移動し種牡馬引退)[8]
- レーヴミストラル(2019年 - 2023年)
- スクリーンヒーロー(2010年 - 2023年)[9]
- トーセンラー（2015年 - 2016年・2019年 - 2020年・2023年、ブリーダーズSSと2年おきに供用、エスティファームへ移動）[10]
- ノヴェリスト（2021年 - 2023年、ヴェルサイユリゾートファームへ移動）
- スーパーステション（2023年）
- ヴァンセンヌ（2016年 - 2024年）
- スノードラゴン（2019年 - 2024年）
- ゴルトマイスター（2022年 - 2024年）